# Grå klaffmätare
Grå klaffmätare (Philereme vetulata) är en fjärilsart som beskrevs av Ignaz Schiffermüller 1775. Grå klaffmätare ingår i släktet Philereme och familjen mätare. Enligt den finländska rödlistan är arten sårbar i Finland. Enligt den svenska rödlistan är arten nära hotad i Sverige. Arten förekommer i Götaland, Gotland, Öland, Svealand och Nedre Norrland. Artens livsmiljö är friska och torra lundar. Inga underarter finns listade i Catalogue of Life.

## Bildgalleri

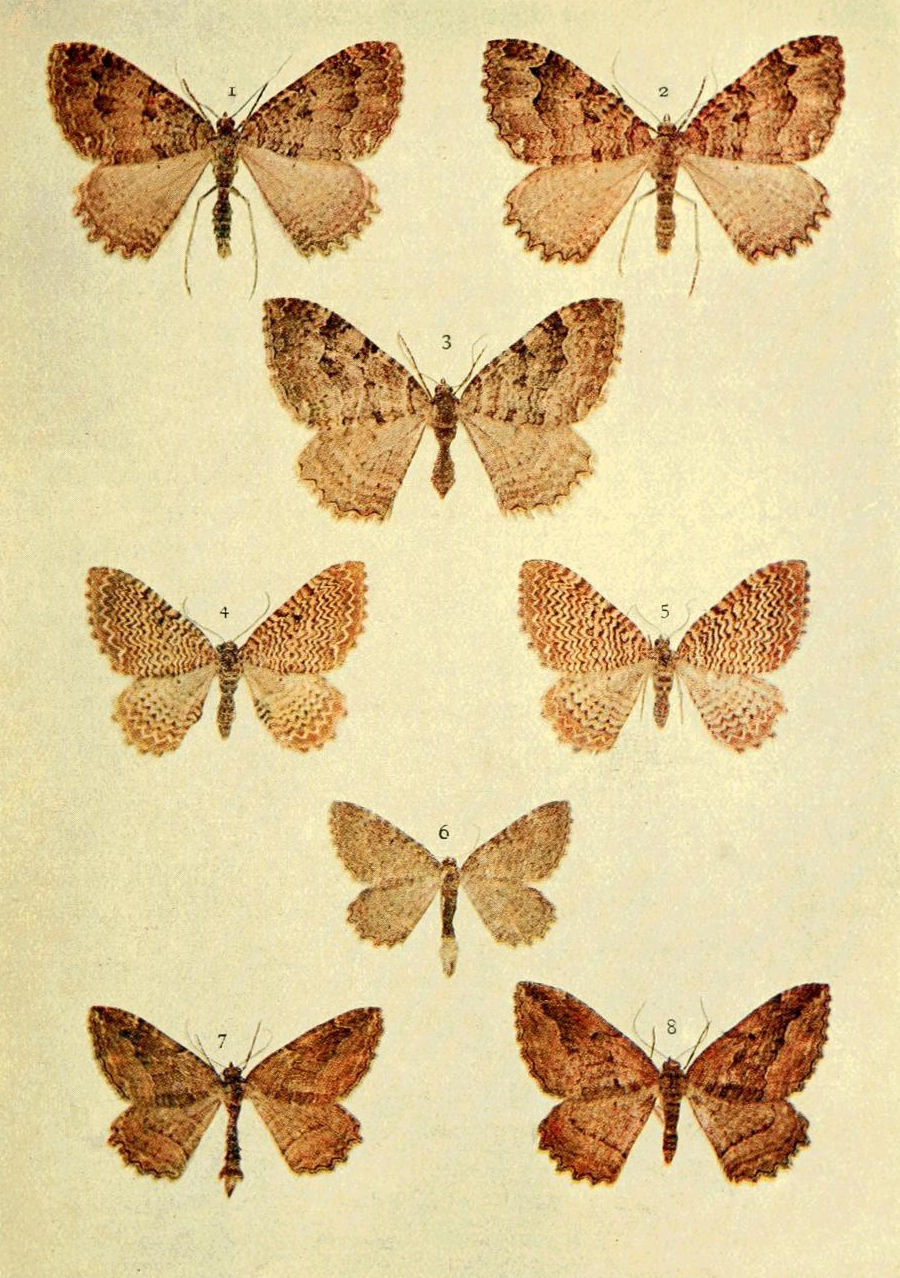
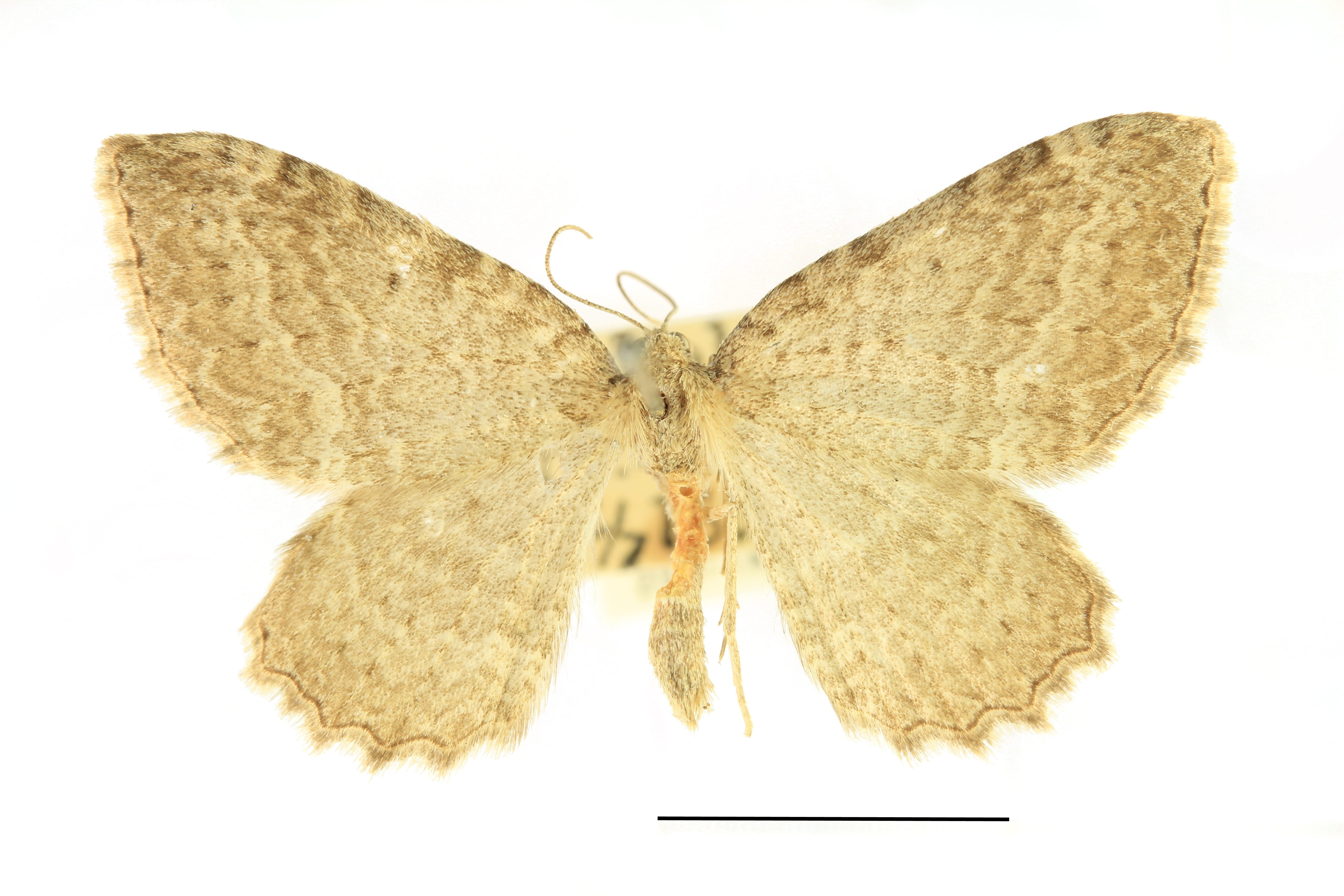